# Harald Huysman
Harald Huysman (ur. 7 stycznia 1959 roku w Fredrikstad) – norweski kierowca wyścigowy.

## Kariera
Huysman rozpoczął karierę w międzynarodowych wyścigach samochodowych w 1984 roku od startów w Europejskiej Formule Ford 1600 oraz w Formule Ford 1600 Benelux. W obu seriach zdobył tytuły mistrzowski. W późniejszych latach Norweg pojawiał się także w stawce Brytyjskiej Formuły 3, Francuskiej Formuły 3, Niemieckiej Formuły 3, Grand Prix Monako Formuły 3, World Touring Car Championship, Europejskiego Pucharu Formuły 3, Belgian Touring Car Championship, World Sports-Prototype Championship, Barber Saab Pro Series, Amerykańskiej Formuły Super Vee, 24-godzinnego wyścigu Le Mans, American Racing Series, All Japan Sports Prototype Car Endurance Championship, Sportscar World Championship, Brytyjskiej Formuły 3000, Atlantic Championship oraz Indy Lights